# Das Match
Das Match ist der Titel einer österreichischen Fernsehshow, die im Österreichischen Rundfunk auf ORF 1 ausgestrahlt wurde (erste Staffel 2008, zweite Staffel 2010).

## Erste Staffel 2008
20 österreichische Prominente wurden als Fußballer auf einem Trainingslager vom ehemaligen österreichischen Teamchef Hans Krankl und seinem Trainerstab (Reinhard Kienast, Heinrich Strasser und dem Sportmasseur Hans Fischnaller) betreut. Jede Woche nominierte Krankl drei Kandidaten, von welchen einer vom Team abgewählt wurde.
Als Höhepunkt der Staffel trat das Promiteam gemeinsam mit Fußball-Legenden am 5. Juni 2008 in Altach gegen eine Auswahl der Schweizer Sendung Der Match an. Das Spiel gewannen die Österreicher mit 4:2, obwohl die Schweizer besser eingeschätzt worden waren.
Wie bei der schweizerischen Version war das österreichische Livematch mit durchschnittlich 516.000 Zusehern und einem maximalen Marktanteil von 37 % ein überdurchschnittlicher Erfolg für den Österreichischen Rundfunk.
Auch das Spiel gegen die Schweiz erreichte sehr gute Quoten. Mit einem maximalen Marktanteil von 45 % und einer Zuschauerzahl bis zu 912.000 war das Match die erfolgreichste Sendung des Abends.
Den Titelsong „Bring ihn heim“ spendete der Rocksänger Mario Lang mit der hochdeutschen Coverversion von Baschis „Bring en hei“.

### Teilnehmer der ersten Staffel

#### Im Team verblieben
| - Harry Prünster - Volker Piesczek - Oliver Welter - Andreas Ferner - Gernot Kulis - Markus Prock | - Mario Lang - Gernot Pachernigg - Serge Falck - Max Schmiedl - Gerold Rudle - Peter Znenahlik | - Christian Mayer - Oliver Polzer - Boris Jirka - Julian Khol (Ersatzmann für den verletzten Berger) - Martin Höllwarth |

#### Ausgeschieden
- Franzobel (aus dem Team gewählt)
- Christian Clerici (aus dem Team gewählt)
- Thomas Hödl (aus dem Team gewählt)
- Andreas Berger (musste verletzungsbedingt ausscheiden)
- Manuel Ortega (musste verletzungsbedingt ausscheiden)
- Benny Hörtnagl (musste verletzungsbedingt ausscheiden)

## Zweite Staffel 2010
Am 27. April 2010 begann in ORF eins eine Neuauflage des Fernsehformats Das Match. In der Neuauflage trainierten Hans Krankl und Herbert Prohaska jeweils eine Fußballmannschaft, welche sich aus Prominenten zusammensetzte.

### Teilnehmer der zweiten Staffel
Am 2. Juni 2010 übertrug ORF eins live das Match zwischen beiden Mannschaften.
| Prominente           | Bemerkung                                                                                  |
| -------------------- | ------------------------------------------------------------------------------------------ |
| Boris Kastner-Jirka  | Tor                                                                                        |
| Franz Müllner        | Tor                                                                                        |
| Andy Kainz           |                                                                                            |
| Manfred Stohl        |                                                                                            |
| Oliver Polzer        |                                                                                            |
| Alex Scheurer        |                                                                                            |
| Andreas Linger       |                                                                                            |
| Gerald Fleischhacker |                                                                                            |
| Erich Altenkopf      |                                                                                            |
| Benjamin Karl        |                                                                                            |
| Gernot Kulis         |                                                                                            |
| Wolfgang Birnstingl  | verletzungsbedingt ausgeschieden                                                           |
| Andreas Ferner       | Ersatz für Birnstingl                                                                      |
| Legenden             |                                                                                            |
| Thomas Flögel        |                                                                                            |
| Manfred Zsak         |                                                                                            |
| Peter Schöttel       |                                                                                            |
| Michael Baur         |                                                                                            |
| Dietmar Kühbauer     | konnte aufgrund einer Verletzung nicht mehr für das österreichische Team ausgewählt werden |
| Heimo Pfeifenberger  |                                                                                            |

| Prominente           | Bemerkung                                                                                         |
| -------------------- | ------------------------------------------------------------------------------------------------- |
| Leo Hillinger        | Tor                                                                                               |
| Gregor Glanz         | Tor                                                                                               |
| Peter L. Eppinger    |                                                                                                   |
| Christian Mayer      |                                                                                                   |
| Harry Prünster       |                                                                                                   |
| Wolfgang Linger      |                                                                                                   |
| Bernie Rieder        |                                                                                                   |
| Leo Aberer           |                                                                                                   |
| Gery Seidl           |                                                                                                   |
| Michi Gaissmaier     |                                                                                                   |
| Werner Brix          |                                                                                                   |
| Ferdinando Chefalo   |                                                                                                   |
| Legenden             |                                                                                                   |
| Rudi Weinhofer       |                                                                                                   |
| Michael Wagner       |                                                                                                   |
| Toni Pfeffer         |                                                                                                   |
| Wolfgang Feiersinger |                                                                                                   |
| Peter Stöger         |                                                                                                   |
| Ivica Vastić         | konnte aufgrund seiner Trainertätigkeit nicht mehr für das österreichische Team ausgewählt werden |

Das Match Krankl gegen Prohaska gewann das Team Prohaska 2:0 durch Tore von Vastic (9’) und Mayer (89’). Aus den beiden Teams wurde noch am selben Abend von den Trainern Krankl und Prohaska eine österreichische „Nationalmannschaft“ zusammengestellt. Am 4. Juni 2010 trat die Auswahl gegen eine deutsche, ebenfalls aus Prominenten und Legenden gebildete Mannschaft zum Ländermatch an.

### Das Spiel gegen die deutsche Auswahl
Es waren für den Kader jeder Mannschaft zehn Prominente und sieben Legenden zugelassen.
| Prominente           | Bemerkung |
| -------------------- | --------- |
| Boris Kastner-Jirka  | Tor       |
| Leo Hillinger        | Tor       |
| Gernot Kulis         |           |
| Christian Mayer      |           |
| Erich Altenkopf      |           |
| Oliver Polzer        |           |
| Andreas Linger       |           |
| Wolfgang Linger      |           |
| Andy Kainz           |           |
| Harry Prünster       |           |
| Legenden             |           |
| Peter Schöttel       |           |
| Thomas Flögel        |           |
| Michael Baur         |           |
| Anton Pfeffer        |           |
| Heimo Pfeiffenberger |           |
| Michael Wagner       |           |
| Wolfgang Feiersinger |           |
| Teammaskottchen      |           |
| Ferdinando Chefalo   |           |

| Name                | Bemerkung            |
| ------------------- | -------------------- |
| Armin Bittner       |                      |
| G.G. Anderson       |                      |
| Michael Greis       |                      |
| Georg Hackl         |                      |
| Sven Hannawald      |                      |
| Alexander Hold      |                      |
| Alois Schloder      |                      |
| Andreas Thiel       | Tor                  |
| Michael Veith       |                      |
| Frank Wörndl        |                      |
| Legenden            |                      |
| Klaus Augenthaler   |                      |
| Andreas Brehme      |                      |
| Paul Breitner       |                      |
| Guido Buchwald      | Tor                  |
| Ludwig Kögl         |                      |
| Lothar Matthäus     |                      |
| Hans Pflügler       |                      |
| Nachbarschaftshilfe |                      |
| Leo Hillinger (A)   | im Tor der Deutschen |

Das am 4. Juni 2010 in Altach gespielte Spiel Österreich gegen Deutschland der beiden „Nationalmannschaften“, jeweils zusammengestellt aus Prominenten und Legenden, gewann die österreichische Mannschaft mit 5:2. Während des Spiels erhöhte der Trainer der Deutschen regelwidrig den Anteil der Legenden. Nach Verletzung des Torwarts Andreas Thiel – er zog sich an der Torstange eine Schulterverletzung zu – wurde der österreichische Spieler Leo Hillinger in das deutsche Tor gestellt. Bald danach löste ihn Guido Buchwald ab und Hillinger durfte ins „heimische“ Tor wechseln. In diesem konnte er kurz darauf das zweite Tor der Deutschen nicht halten.
Tore (Minute, Spieler)
09’: Christian Mayer (A)
18’: Thomas Flögel (A)
31’: Georg Hackl (D)
47’: Heimo Pfeiffenberger (A)
60’: Michael Wagner (A)
75’: Ali Selik (D)
86’: Heimo Pfeiffenberger (A)
Armin Assinger moderierte vom Spielfeld, Kati Bellowitsch und Benny Hörtnagl waren für Interviews bei den Spielern und im Publikum im Einsatz. Spielkommentatoren der Fernsehübertragung war das Sportreporterteam Edi Finger jr. und Adi Niederkorn.
Bereits in den Tagen vor dem Spiel sowie auch von Finger und Niederkorn des Öfteren während des Spiels wurde scherzhaft auf das Weltmeisterschaftsspiel Córdoba 1978 angespielt und wurden Vergleiche (der Ergebnisse) gezogen.